# Агилар, Анжела
Анхела Агилар Альварес Алькала (8 октября 2003 г., Лос-Анджелес, Калифорния) — мексикано-американская певица. Испольнаяет в основном репертуар мексиканской региональной музыки.
Она получила заметное признание после исполнения «La Llorona» на 19-й ежегодной церемонии вручения награды Latin Grammy Awards в 2018 году. Она является внучкой Антонио Агилара, Эль Чарро де Мексико.

## Биография
Анхела Агилар, дочь Пепе Агилара и Анелис Альварес-Алькала, родилась в Лос-Анджелесе, Калифорния, 8 октября 2003 года, когда её отец был в турне, и имеет двойное гражданство (Мексики и США).
В 2012 году, когда ему было всего девять лет, она вместе со своим братом Леонардо основала New Tradition. В него вошли четыре песни в исполнении Леонардо и четыре Анжелы.
2 марта 2018 года она выпустила свой первый сольный альбом Primero soy Mexicana (название которого вдохновлено первым фильмом её бабушки Флор), спродюсированный её отцом Пепе. 20 сентября 2018 года она была номинирована на звание лучшего нового исполнителя, а её альбом Primero soy Mexicana был номинирован на лучший альбом Ranchera / Mariachi на 19-й ежегодной премии Latin Grammy Awards.
12 ноября 2020 года она выпустила сингл «Tell Me How You Want» с певцом Кристианом Нодалом, она стала первым мексиканским артистом, вошедшим в список Billboard Global 200, семь раз платиновым в США и бриллиантовым в Мексике. 1 апреля 2021 года она выпустила первый сингл для своего третьего студийного альбома под названием «En Realidad». 24 сентября 2021 года она выпустила свой третий альбом под названием Mexicana Enamorada.